# Pingstkyrkan, Mjölby
Pingstkyrkan är en kyrkobyggnad i Mjölby. Kyrkan tillhör Pingstförsamlingen i Mjölby.

## Historik
Som första kyrka hyrde församlingen 1928 en lokal på Föreningsgatan 7 i Mjölby. 1931 invigde församlingen en ny lokal (andra våningen) på Kungsvägen 59, Mjölby. Den nuvarande kyrkan byggdes 1958. 1989 byggdes kyrkan om.

## Orgel
1960 flyttades en orgel till kyrkan från en frikyrka i Stockholm. Den omändrades och flyttades hit av Reinhard Kohlus, Vadstena. Orgeln är mekanisk och pneumatisk.
| Huvudverk I C-g3 | Svällverk II C-g3 | Pedalverk C-f | Koppel | Övrigt           |
| Principal 8'     | Rörflöjt 8'       | Subbas 16'    | I/P    | Registersvällare |
| Gedackt 8'       | Salicional 8'     | Principal 8'  | II/P   |                  |
| Octava 4'        | Principal 4'      | Flöjtbas 4'   | II/I   |                  |
| Blockflöjt 4'    | Flöjt 4'          | Kvinta 2 2⁄3' |        |                  |
| Kvinta 2 2⁄3'    | Nasard 2 2⁄3'     |               |        |                  |
| Octava 2'        | Waldflöjt 2'      |               |        |                  |
| Sifflöjt 1'      | Ters 1 3⁄5'       |               |        |                  |
| Mixtur III-IV    | Krummhorn 8'      |               |        |                  |
|                  | Tremulant         |               |        |                  |
|                  | Crescendosvällare |               |        |                  |